# Grenzwachtkorps

Logo des Grenzwachtkorps

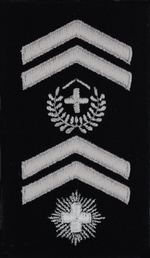
Dienstgradabzeichen eines Stabsadjutanten des GWK, eingeteilt im Kommando GWK

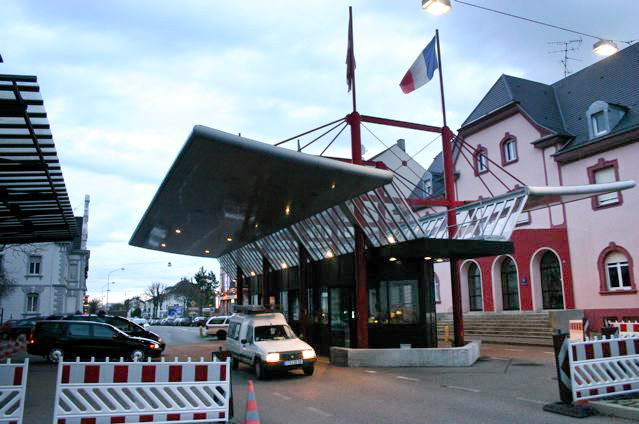
Grenzwachtposten in Basel-Lysbüchel

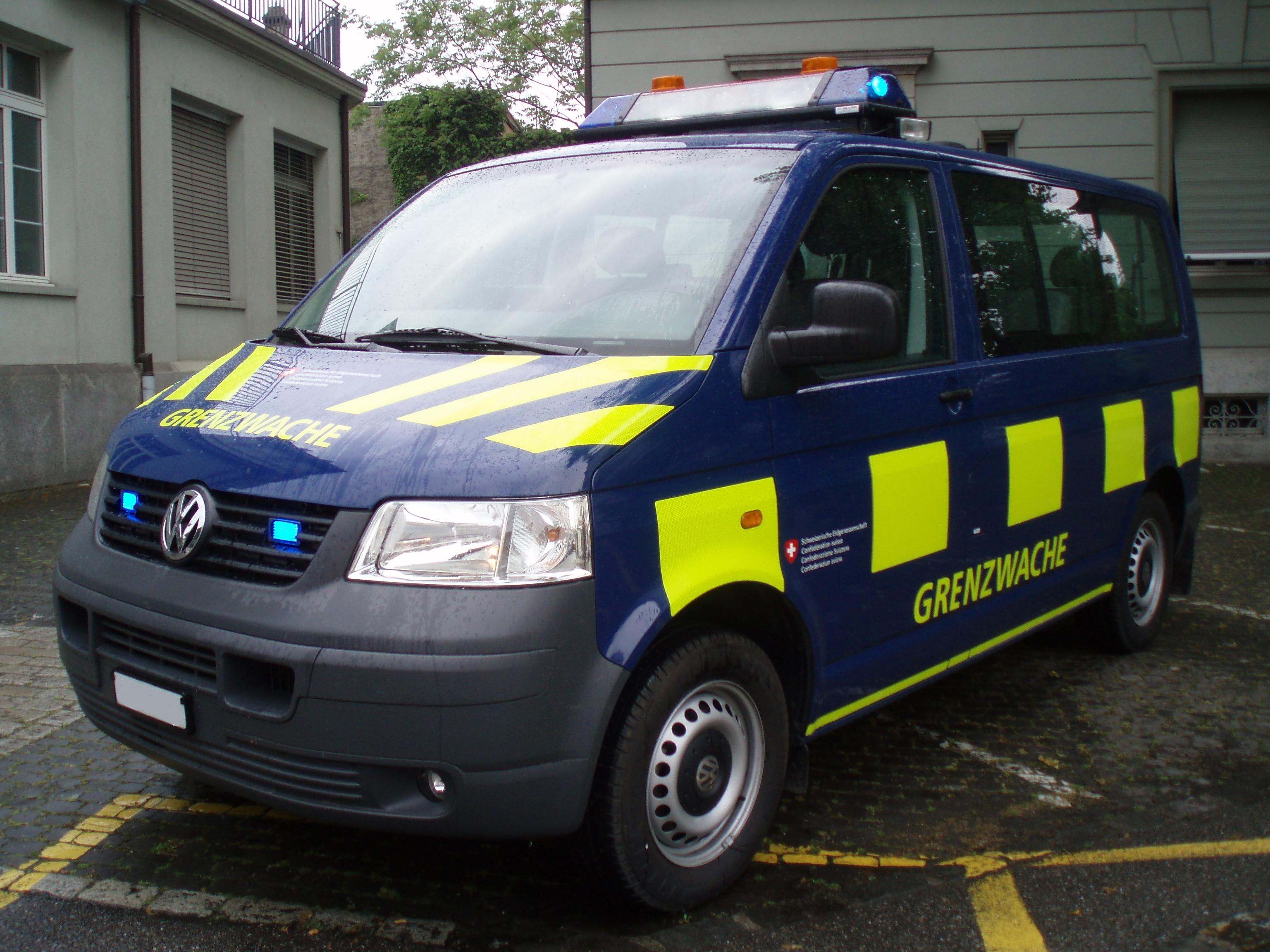
Einsatzfahrzeug

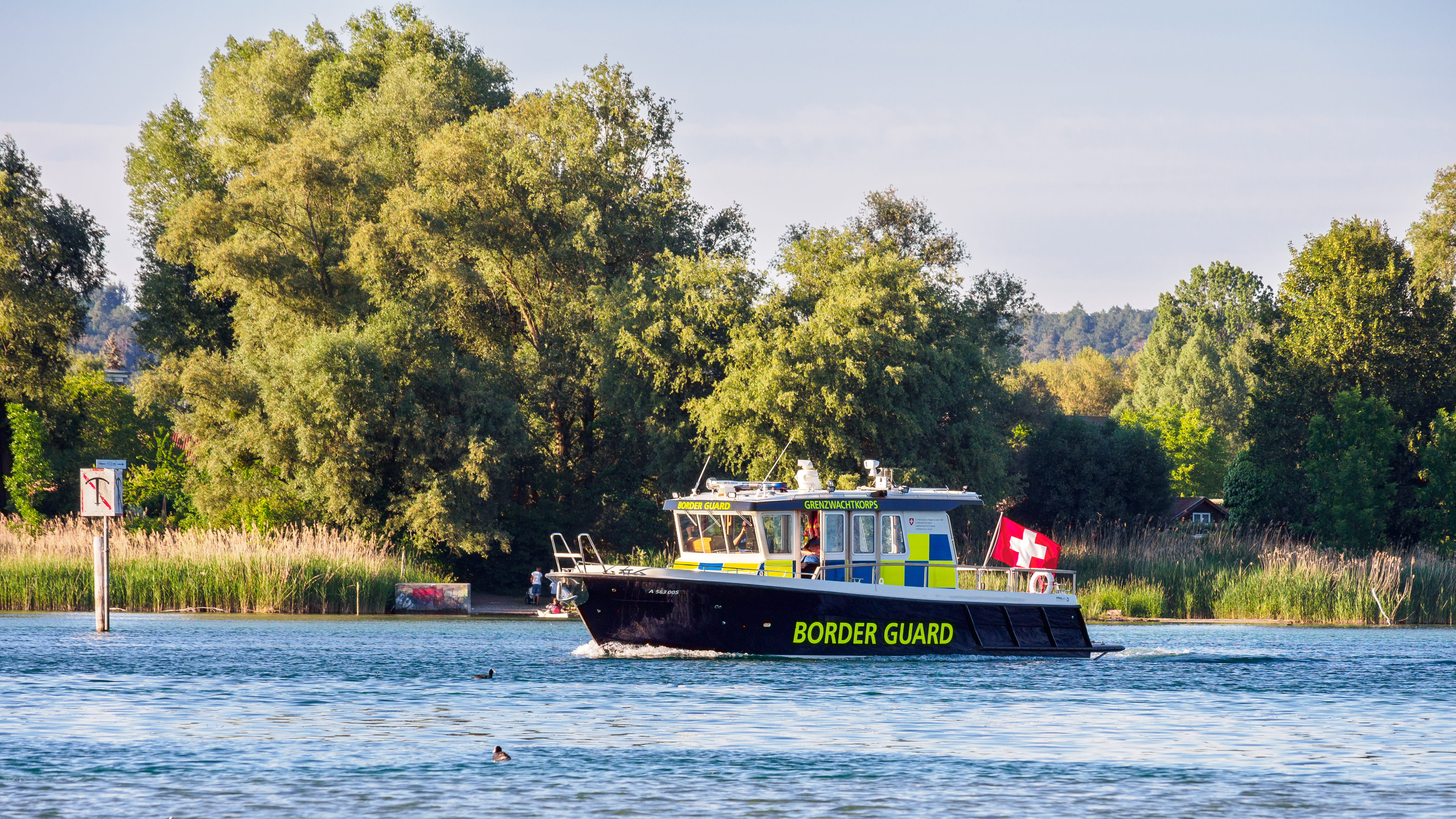
Grenzwache patrouilliert auf dem Seerhein.

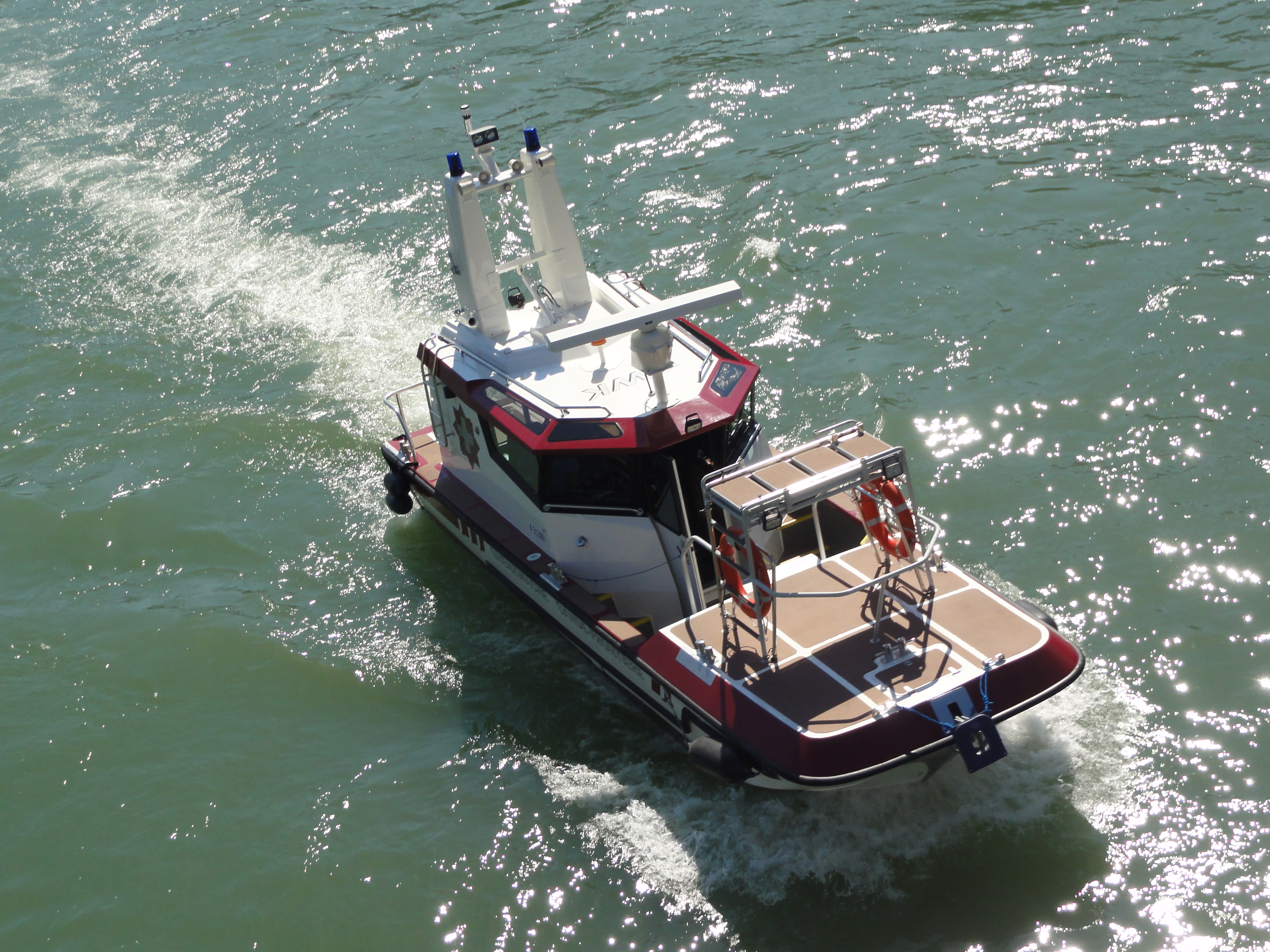
Boot des Grenzwachtkorps in Basel

Das Grenzwachtkorps, kurz GWK (französisch Corps des gardes-frontière, Cgfr, italienisch Corpo delle guardie di confine, Cgcf, rätoromanisch Corp da guardias da cunfin), war bis Ende 2020 der uniformierte und bewaffnete Teil der Eidgenössischen Zollverwaltung, die dem Eidgenössischen Finanzdepartement unterstellt war.
Im Rahmen der Transformation der Eidgenössischen Zollverwaltung (EZV) zum neuen Bundesamt für Zoll und Grenzsicherheit (BAZG) wurde das Grenzwachtkorps per 1. Januar 2021 mit der bisherigen Organisationseinheit «Zoll» im neuen Direktionsbereich «Operationen» zusammengeführt. Der Begriff «Grenzwachtkorps» wird somit nicht mehr verwendet.

## Aufgaben

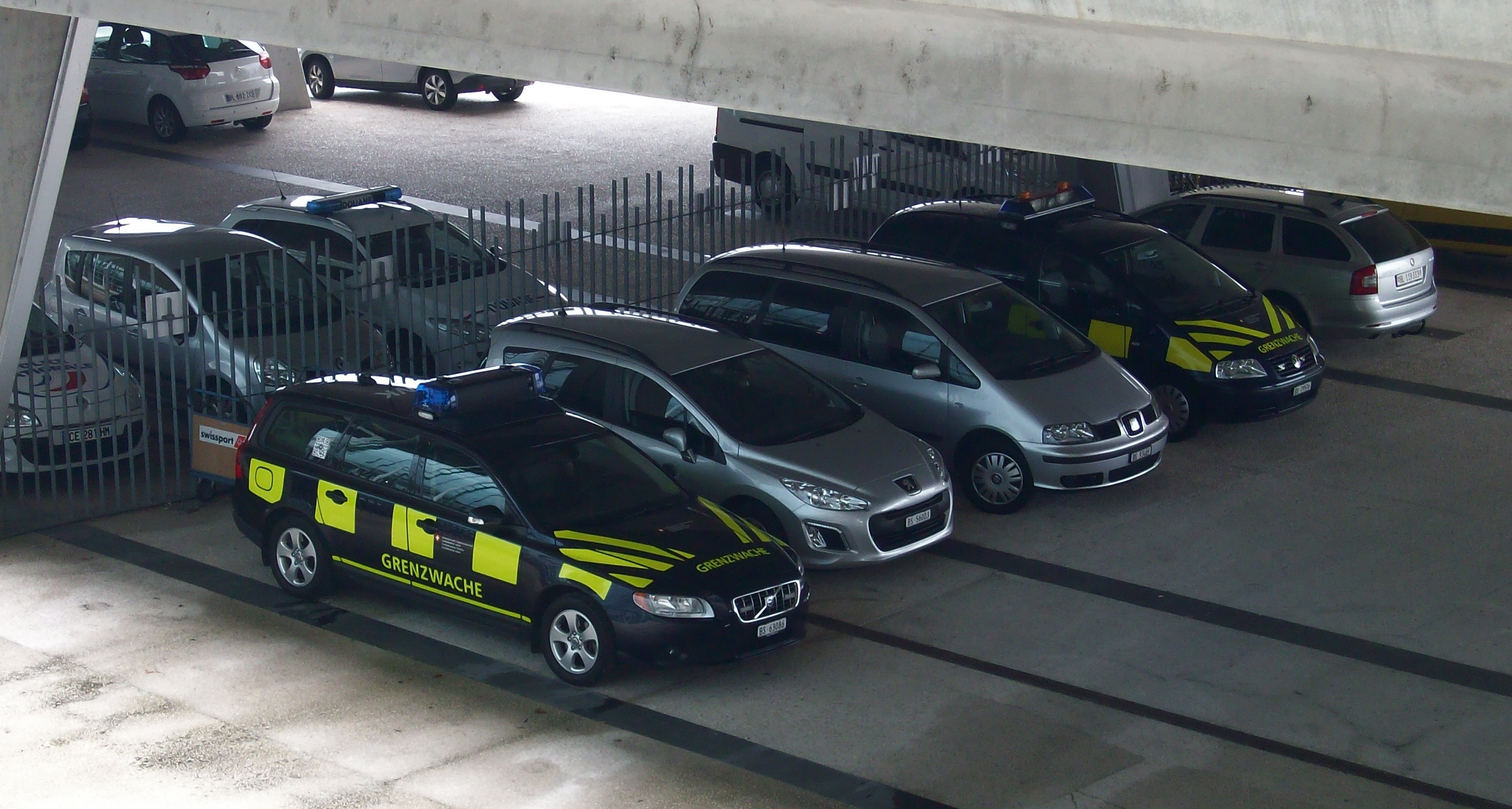
Einsatzfahrzeug

Das Grenzwachtkorps kontrollierte den Personen- und Warenverkehr über die Grenze und bekämpfte dabei den organisierten und bandenmässigen Schmuggel sowie die grenzüberschreitende Kriminalität. Das Grenzwachtkorps beteiligte sich auch an internationalen Einsätzen. Auch stellte es zur Abwehr von strafbaren Handlungen an Bord von schweizerischen Flugzeugen im internationalen gewerbemässigen Luftverkehr so genannte Air- und Groundmarshalls zur Verfügung. In diesem Rahmen vollzog das Grenzwachtkorps rund 150 Rechtserlasse.
Es existierten drei strategische Aufgabenbereiche:
- Zollaufgaben
- Sicherheitspolizeiliche Aufgaben
- Migrationsaufgaben

Die Erfüllung der drei strategischen Aufgabenbereiche an der Grenze erfolgte originär, d. h. gemäss primärem Auftrag. Im Grenzraum, im Bahnverkehr und an den Flughäfen erfolgten insbesondere die Zollaufgaben originär, hinzu kamen von den Kantonen delegierte Aufgaben.

### Zollaufgaben
Zu den Zollaufgaben gehörten u. a.:
- die Bekämpfung des Schmuggels von steuer-, bewilligungspflichtigen oder verbotenen Waren wie Waffen, Betäubungsmittel etc.
- die Erhebung von Steuern und Abgaben wie die Mehrwertsteuer, Zoll- und Strassenverkehrsabgaben.
- die Erfüllung von wirtschafts-, handels-, gesundheits- und umweltpolizeilichen Aufgaben wie die Bekämpfung der Schwarzarbeit, des Handels mit gefälschten Markenartikeln und Heilmitteln sowie des Handels mit geschützten Tier- und Pflanzenarten.

### Sicherheitspolizeiliche Aufgaben
Zu den sicherheitspolizeilichen Aufgaben gehörten u. a.:
- die Personen-, Sach- und Fahrzeugfahndung und das Aufdecken von Dokumentenfälschungen zur Bekämpfung der grenzüberschreitenden Kriminalität.
- die Kontrolle des grenzüberschreitenden Barmittelverkehrs zur Bekämpfung der Geldwäscherei und der Terrorismusfinanzierung.
- die Sicherungseinsätze zur Abwehr von strafbaren Handlungen an Bord von schweizerischen Flugzeugen im internationalen gewerbemässigen Luftverkehr.

### Migrationsaufgaben
Zu den Migrationsaufgaben gehörten u. a.:
- die grenzpolizeilichen Passkontrollen an den Schengen-Aussengrenzen der Schweiz an den internationalen Flughäfen von Genf, Basel und Lugano-Agno – am Flughafen Zürich werden diese durch die Kantonspolizei Zürich ausgeführt, am Flughafen Bern-Belp durch die Berner Kantonspolizei – sowie Stichkontrollen an den Landgrenzen (Schengen-Binnengrenzen) und binnenländische Ausländerkontrollen in Grenznähe.
- die Verhinderung der rechtswidrigen Ein-, Aus- oder Durchreise sowie des rechtswidrigen Aufenthaltes.
- die Bekämpfung der Schleppertätigkeit und des Menschenhandels.

## Organisation
Das Grenzwachtkorps war in den folgenden drei Hierarchieebenen gegliedert:

### Strategische Ebene
Das Kommando Grenzwachtkorps (Kdo GWK) mit Sitz in Bern bildete die strategische Ebene. Es gliederte sich in die Sektionen Stabsdienste, Operationen, Technik/Logistik, Lehrverband und Sonderformation. Geführt wurde es vom Chef Grenzwachtkorps (C GWK).
Das Kommando Grenzwachtkorps nahm strategische und operative Aufgaben wahr. Dazu gehörten die Planung und Führung von nationalen und internationalen Operationen, überregionale Schwergewichtsbildungen, Auslandseinsätze und die Ausbildung.
Als weitere Elemente der Führungsunterstützung dienten zusätzlich folgende Organisationseinheiten:
- das Lage- und Nachrichtenzentrum Grenzwachtkorps (LNZ GWK)
- das Lage- und Nachrichtenzentrum des Grenzwachtkorps (LNZ GWK) in Bern wertete u. a. nationale und internationale Berichte aus, verarbeitete und verbreitete Erkenntnisse und erstellte Informationsbulletins
- die Ausbildungszentren der Eidgenössischen Zollverwaltung (Campus EZV) in Liestal und im Kompetenzzentrum für Sicherheit und Intervention (KOSIT) in Interlaken, wo die Aus- und Weiterbildung erfolgte.

### Operative Ebene
Die sieben Grenzwachtregionen (Gzw Reg) bildeten die operative Ebene. Sie waren mit den entsprechenden römischen Zahlen sowie einer Ortsbezeichnung versehen und nach geotaktischen Gesichtspunkten definiert. Geführt wurden sie von Grenzwachtkommandanten (Gzw Kdt).
Die Grenzwachtregionen nahmen operative Aufgaben wahr, die nicht zentral erfüllt wurden. Dazu gehörten bei Bedarf auch die überregionale Planung und Führung von grösseren Ereignissen und Operationen, von Schwergewichtsbildungen sowie von Auslandseinsätzen.

### Taktische Ebene
Die 44 Grenzwachtposten (Gzw Po) und vier Einsatzzentralen (EZ GWK) der Grenzwachtregionen bildeten die taktische Ebene. Geführt wurden sie von Postenchefs (Pch). Die Grenzwachtposten stellten den Dienstbetrieb und die tägliche Dienstausführung sicher.
Als wichtige Elemente der Führungsunterstützung dienten zusätzlich folgende Organisationseinheiten:
- die Einsatzzentralen Grenzwachtkorps (EZ GWK)
- die vier Einsatzzentralen in Basel (EZ GWK Nord), Chur (EZ GWK Ost), Chiasso (EZ GWK Süd) und Genf (EZ GWK West) stellten u. a. die Einsatzkoordination sicher, boten Support und bearbeiten und verbreiteten Informationen und Fahndungsmeldungen.
- die Kooperationszentren (CCPD)
- die beiden Kooperationszentren für Polizei- und Zollangelegenheiten (CCPD) in Chiasso und Genf ermöglichten einen raschen Austausch von Informationen zwischen der Schweiz und Italien respektive Frankreich.

### Grenzwachtregionen

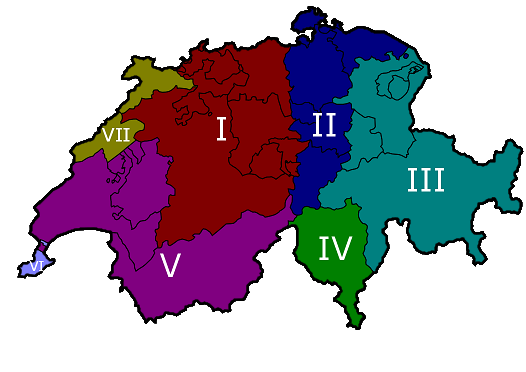
Die sieben Grenzwachtregionen

Neben dem Kommando Grenzwachtkorps am Standort der Eidgenössischen Zollverwaltung in Bern gab es sieben Regionalkommandos, genannt Grenzwachtregion:
- Grenzwachtregion I – Basel (Kantone BS, BL, SO, AG, BE, LU, OW, NW)
- Grenzwachtregion II – Schaffhausen (Kantone ZH, SH, TG, SZ, UR, ZG)
- Grenzwachtregion III – Chur (Kantone SG, GR, AR, AI, GL sowie Fürstentum Liechtenstein)
- Grenzwachtregion IV – Lugano (Kanton TI; Kommando in der Gemeinde Paradiso)
- Grenzwachtregion V – Lausanne (Kantone VS, VD, FR)
- Grenzwachtregion VI – Genf (Kanton GE)
- Grenzwachtregion VIII – Pruntrut (Kantone NE, JU)

Eingeführt wurden die ursprünglich acht Grenzwachtregionen per 1. Januar 2007, als Ersatz der vorherigen vier Grenzwacht-Kreise. Die Grenzwachtregion VII (Aargau/Zürich) mit Kommando am Flughafen Zürich wurde per 1. April 2011 bereits wieder aufgehoben, und auf die Grenzwachtregionen I (Kanton Aargau) und II (Kanton Zürich) aufgeteilt.

## Einsatzschwerpunkte
Das Grenzwachtkorps setzte vier strategische Einsatzschwerpunkte. Diese basierten auf dem Leistungsauftrag der Eidgenössischen Zollverwaltung (LA EZV). Dieser wurde vom Vorsteher des Eidgenössischen Finanzdepartements (EFD) definiert.
Die vier strategischen Einsatzschwerpunkte betrafen:

### Einsatzschwerpunkt Grenze
Dieser umfasste Kontrollen auf den Zollstellen/Grenzwachtposten im Strassen-, Bahn- und Schiffsverkehr.

### Einsatzschwerpunkt Grenzraum
Dieser umfasste Kontrollen im Zwischengelände, im Grenzraum, auf Grenzgewässern und im grenzüberschreitenden Bahnverkehr.

### Einsatzschwerpunkt Flughafen
Dieser umfasste die Passkontrollen an den internationalen Flughäfen in Basel, Genf und Lugano-Agno sowie Kontrollen auf Nichtzollflugplätzen.

### Einsatzschwerpunkt Post- und Kurierverkehr
Dieser umfasste Kontrollen in Briefpostzentren und bei Kurierfirmen in Zusammenarbeit mit dem Zoll.

## Spezialisten
Die Bekämpfung des organisierten Schmuggels und der grenzüberschreitenden Kriminalität stellten hohe Anforderungen an das Grenzwachtkorps. Es beschäftigte deshalb in den verschiedenen Bereichen eine Reihe von Spezialisten mit vertieften Fachkenntnissen:
- für die Führung von Schutz-, Betäubungsmittel- oder Sprengstoffspürhunden
- für die Aufdeckung von gefälschten Dokumenten
- für die Fahrzeugkontrolle, um Schmuggelverstecke zu finden.
- für die Analyse von Betäubungsmitteln
- für das Röntgen von Gepäckstücken und Gegenständen
- für die Observationseinheit der Zollverwaltung zur Schmuggelbekämpfung und die Unterstützung der Zollfahndung
- für Einsätze im Ausland
- für Sicherheitseinsätze im zivilen Luftverkehr (Air- oder Groundmarshals)

## Ausbildung
Die Ausbildung zum Grenzwächter dauerte drei Jahre. Die theoretische Ausbildung fand auf dem Campus EZV in Liestal statt, die praktische Ausbildung in der Region, welcher die Aspiranten zugeteilt waren.

### Anforderungen
Folgende Anforderungen wurden von Bewerbern verlangt:
- Schweizer Bürgerrecht oder Doppelbürger. Letztere durften keinen ausländischen Wehrdienst geleistet haben.
- ein eidgenössisches Fähigkeitszeugnis einer mindestens dreijährigen beruflichen Grundausbildung oder einen gleichwertigen Ausweis (Bsp. Maturitätszeugnis).
- Alter zwischen 20 und 35 Jahren
- Mindestgrösse von 168 Zentimeter für Bewerber bzw. 160 Zentimeter für Bewerberinnen
- gute intellektuelle, psychische und körperliche Leistungsfähigkeit
- guter Schwimmer
- Sehschärfe korrigiert oder unkorrigiert mindestens 0,7 am besseren und 0,5 am schlechteren Auge, unkorrigiert binokular mindestens 0,1
- normales Unterscheidungsvermögen von Farben
- normales Hörvermögen
- guter Leumund
- Führerausweis Kategorie B.

Dazu mussten Bewerber Grundeigenschaften besitzen wie Teamfähigkeit, Kontaktfreudigkeit, Kommunikationsfähigkeit, rasche Auffassungsgabe, Selbstständigkeit, Durchsetzungsvermögen, Zuverlässigkeit und Ausdauer. Auch wurde auf das äussere Erscheinungsbild Wert gelegt.

### Ausbildungsinhalte
Im ersten Jahr erfolgte die Basisausbildung. Diese bestand aus Theoriemodulen und praktischen Einsätzen an der Grenze. In der Basisausbildung wurden schwergewichtig die Bereiche Grenzwachtdienst, Zolldienst, Recht, Kriminalistik, Fahndung, Dokumentenprüfung, Schiessen, Sicherheit und Interventionstechnik, psychosoziale Kompetenzen und Sport ausgebildet.
Wer im ersten Dienstjahr alle Module und Fachprüfungen erfolgreich abgeschlossen hatte und die Voraussetzungen der Promotionsordnung erfüllte, wurde zur eidgenössischen Berufsprüfung «Grenzwächterin/Grenzwächter mit eidgenössischem Fachausweis» zugelassen. Diese wurde in Form der praktischen Berufsprüfung durchgeführt.
Nach der Basisausbildung erfolgten im zweiten und dritten Dienstjahr die Weiterbildungen, bei der die Kenntnisse mit weiteren Modulen vertieft wurden. In der Weiterbildung wurden schwergewichtig die Bereiche Suche und Rettung, Dokumentenprüfung, Zolldienst, Kriminalistik, Ordnungsdienst und Einsatztaktik ausgebildet.
Erst nach dem Bestehen der Module in der Weiterbildung im zweiten bzw. dritten Dienstjahr war die Ausbildung abgeschlossen. Nach Beendigung der Grenzwachtausbildung im zweiten Dienstjahr und der Beförderung zum Korporal im vierten Dienstjahr standen den Mitarbeitenden je nach Qualifikation grundsätzlich alle Funktionen als Spezialisten oder Kader offen.

## Personal und Ausrüstung
Das Grenzwachkorps verfügte über keine eigenen Luftfahrzeuge, daher wurde es durch Helikopter der Schweizer Luftwaffe unterstützt.

### Funktionen im Grenzwachtkorps
Die Personalkategorien und Funktionen im Grenzwachtkorps wurden nach dem Dienstverhältnis unterschieden zwischen:

#### Verwaltungspersonal
Dazu zählte das Personal der Kommandos der Grenzwachtregionen (Kdo Gzw Reg) und des Kommando Grenzwachtkorps (Kdo GWK) in Bern.

#### Betriebspersonal
Dazu zählte das Personal der Grenzwachtposten (Gzw Po), der Einsatzzentralen (EZ GWK) und der Sonderformation der Eidgenössischen Zollverwaltung (SOFO EZV). Es umfasste auch die Spezialisten.

#### Kader
Dazu zählte das Personal mit dem Grad eines Wachtmeisters oder höher, das eine leitende Funktion hatte.

#### Vorgesetzte
Dazu zählte das Personal mit dem Grad eines Feldweibels oder höher, das eine Führungsfunktion hatte und mit den ihnen unterstellten Mitarbeitenden Mitarbeitergespräche und Personalbeurteilungsgespräche führte.

### Grade im Grenzwachtkorps
Die Gradabzeichen auf den Achselschlaufen des Grenzwachtkorps entsprachen den militärischen Graden der Schweizer Armee. Der höchster Grad war der Brigadier. Divisionär, Korpskommandant und General waren für das Grenzwachtkorps nicht autorisiert worden. Die Achselschlaufen waren zusätzlich mit dem Strahlenkreuz oder römischen Ziffern (I bis VIII) versehen. Das Strahlenkreuz wies Träger aus, die dem Kommando Grenzwachtkorps zugeteilt waren. Die römischen Ziffern entsprachen der jeweiligen Grenzwachtregion, in der die Träger arbeiteten.